# Morning Glory (2010)
Morning Glory ist eine US-amerikanische Filmkomödie über das Frühstücksfernsehen, die von Roger Michell inszeniert wurde. Der Film erschien am 10. November 2010 in den amerikanischen Kinos und lief am 13. Januar 2011 in den deutschsprachigen Kinos an.

## Handlung
Die sympathische, lebendige und ambitionierte Becky Fuller arbeitet als Produzentin bei einer erfolgreichen lokalen Morgensendung in New Jersey und erwartet eine Beförderung – wie auch ihre Kollegen, die schon entsprechende T-Shirts haben drucken lassen.
Stattdessen wird sie von ihrem Chef zur Kostensenkung aus dem Team gefeuert, um einen neuen, höher qualifizierten und etablierten Produzenten bezahlen zu können, der zum Leiter des Senders aufgebaut werden soll.
Eine neue Stelle findet sie bei der Sendung Daybreak des Fernsehsenders IBS. In einem anderen Bereich des Senders arbeitet der sympathische Adam Bennett, und zwischen den beiden bahnt sich eine Romanze an. Die Guten-Morgen-Sendung ist allerdings „unterbesetzt, unterfinanziert“ und nimmt in der Publikumsgunst den ewigen vierten Platz unter den Sendungen im Frühstücksfernsehen ein. Obwohl Beckys neue Stelle sich als Kamikaze-Job entpuppt, kniet sie sich mit sprunghaftem Eifer und voller frischer Energie hinein. Bereits an ihrem ersten Arbeitstag feuert Becky den gockelhaften männlichen Co-Moderator. Als Ersatz verpflichtet sie, unter Ausnutzung einer Vertragsklausel, den renommierten klassischen Nachrichtenjournalisten Mike Pomeroy. Becky hat es sich in den Kopf gesetzt, ihr Idol aus Kinderzeiten, wieder ins Boot zu holen und ihn zusammen mit der ehemaligen Schönheitskönigin Colleen zum neuen Aushängeschild von „Daybreak“ zu machen. Ihre Vorstellungen von der Sendung als knallbuntes Unterhaltungsformat kollidieren jedoch diametral mit Mikes Ideen. Die Nachrichtenlegende, ein altgedienter und erfahrener, aber anmaßend und arroganter Moderator, empfindet das Format unter seiner Würde. Mike sträubt sich dagegen, leichte Themen wie Kochbeiträge zu moderieren. Das Verhältnis zu seiner Moderationskollegin Colleen Peck, einer ehemaligen Schönheitskönigin, ist geprägt von tiefer Abneigung.
Sofern die Quoten nicht gesteigert werden können, droht der Sendung die Absetzung. Durch innovative Änderungen gelingt Becky die Wende zum Besseren. Den entscheidenden Beitrag leistet Pomeroy mit einer gründlich recherchierten Enthüllungsgeschichte, die seinen professionellen Vorstellungen entspricht, wodurch die Show um ein weiteres Jahr verlängert wird. Dennoch weigert sich Pomeroy danach weiterhin, seichte Themen zu moderieren.
Durch ihren Erfolg erhält Becky ein Angebot der renommierten Nachrichtensendung NBC Today. Da dies ihr größter Kindheitstraum ist und Pomeroy sich nie ändern würde, geht sie zum Bewerbungsgespräch. Als Pomeroy davon erfährt, tritt bei ihm ein Sinneswandel ein, er stürmt in die Küche und improvisiert einen Kochbeitrag bei Daybreak. Während des Jobinterviews sieht Becky schockiert zu, wie Pomeroy im Fernsehen den Zuschauern fachmännisch zeigt, wie man eine Frittata zubereitet. Becky rennt zurück ins Studio und beschließt, beim Team von Daybreak zu bleiben, das sie mittlerweile als ihre Familie betrachtet.

## Produktion
Der Film wurde von J. J. Abrams’ Unternehmen Bad Robot Productions mit einem Budget von 40 Millionen US-Dollar produziert und wird von Paramount Pictures verliehen.

## Musik
Der Titelsong des Films ist „Strip Me“ von Natasha Bedingfield. Ein Lied namens „Same Changes“ von The Weepies wurde exklusiv für den Film aufgenommen. David Arnold komponierte auch die Filmmusik.

### Songliste
- „Free Me“ (Joss Stone)
- „Waiting For My Real Life To Begin“ (Colin Hay)
- „Incredible“ (Joss Stone)
- „New Shoes“ (Paolo Nutini)
- „Open Spaces 4“ (Ray Yates)
- „Prelude and Fughetta in G Major“ (Johann Sebastian Bach)
- „Stuck in the Middle with You“ (Michael Bublé)
- „Five PM“ (Courtesy of Hollywood Edge)
- „Don't Hold Me Down“ (Colbie Caillat)
- „Johnny Got a Boom Boom“ (Imelda May)
- „Two Sleepy People“ (Hoagy Carmichael)
- „Finale from String Quartet in B-Flat Major“ (Kodály Quartet)
- „Happy Birthday to You“ (Mildred J. Hill & Patty S. Hill)
- „Same Changes“ (The Weepies)
- „Candy Shop“ (50 Cent featuring Olivia)
- „Tanz der Zuckerfee“ (Pyotr Ilyich Tchaikovsky)
- „Are You Here“ (Corinne Bailey Rae)
- „Gone in the Morning“ (Newton Faulkner)
- „Strip Me“ (Natasha Bedingfield)

## Kritiken
Der Film erhielt gemischte Kritiken. Rotten Tomatoes zählte 103 positive und 81 negative Rezensionen. Metacritic zählte 19 positive, 18 gemischte und eine negative Veröffentlichung. Auf der Seite der Internet Movie Database wurde bei 69.744 Nutzern die gewichtete Durchschnittsnote 6,5 von 10 ermittelt.

„Roger Michell hat seine erste Komödie seit „Notting Hill“ (1999) gedreht – und legt ein Tempo vor, als hätte er nur darauf gewartet. Der rasante Schlagabtausch erinnert an Screwball-Klassiker wie „Sein Mädchen für besondere Fälle“ mit Cary Grant. Und Michell begeht nicht etwa den Fauxpas, dem jungen Ding und dem alten Hasen eine Romanze anzudichten. Patrick Wilson („Umständlich verliebt“) spielt nämlich auch noch mit … Dafür knüpft Hollywoods charmantester Minimalmime Harrison Ford, der sich kaum zu einem Knurren herablässt, hier nach 22 Jahren an eine seiner Paraderollen an, die man zwischen lauter Jedis und Indy leicht verdrängt: den Geschäftsmann im Eighties-Klassiker „Die Waffen der Frauen“, der die kluge Sekretärin Melanie Griffith vom Vorzimmer in die Chefetage befördert.“

„Das Gruselige an Morning Glory ist das völlig fehlende Problembewusstsein, mit dem der Film seine Thematik behandelt. Dass in einer gewaltigen Umbruchphase allerorten über die Rolle der Medien in Zeitungen, im Fernsehen und Internet diskutiert wird, davon weiß er nichts. Regisseur Roger Michell imaginiert stattdessen eine abgeschmackte Medien-Traumwelt in rosarot und findet dafür die entsprechenden Bilder: McAdams’ Haar wallt in Zeitlupe; Menschen schlürfen mit wichtiger Miene Kaffee aus Pappbechern und treffen ihre große Liebe im Fahrstuhl; und Harrison Ford darf als ewig grummelnder Starjournalist mit Sockenfetisch ebenso hemmungslos chargieren wie McAdams. Was ein zweitrangiges Mainstream-Melodram hätte sein können, wird so zum echten Ärgernis.“